# Margherita Nicosia
Margherita Nicosia (Catania, 23 aprile 1893 – Roma, 10 aprile 1965) è stata un'attrice italiana, attiva in teatro e nel cinema.

## Biografia
Attrice attiva per anni al Teatro Stabile di Catania, ha recitato a lungo dapprima con le compagnia di Angelo Musco e poi, alla sua morte, con quella di Michele Abruzzo. Al cinema partecipò a quasi trenta film dal 1938 al 1956, con l'ultima parentesi di una pellicola avventurosa interpretata nel 1964, in ruoli da caratterista. In molti cast viene riportata come Margherita Bossi o Margherita Bossi Nicosia poiché Bossi è il cognome del marito.

## Filmografia
- Nonna Felicita, regia di Mario Mattoli (1938)
- Le due madri, regia di Amleto Palermi (1938)
- Tre fratelli in gamba, regia di Alberto Salvi (1939)
- Bionda sottochiave, regia di Camillo Mastrocinque (1939)
- Il peccato di Rogelia Sanchez, regia di Carlo Borghesio e Roberto De Ribon (1939)
- Ridi pagliaccio, regia di Camillo Mastrocinque (1941)
- La bella addormentata, regia di Luigi Chiarini (1942)
- Tristi amori, regia di Carmine Gallone (1943)
- Sorelle Materassi, regia di Ferdinando Maria Poggioli (1944)
- La Fornarina, regia di Enrico Guazzoni (1944)
- Malacarne, regia di Pino Mercanti (1946)
- Fumeria d'oppio, regia di Raffaello Matarazzo (1947)
- Il romanzo della mia vita, regia di Lionello De Felice (1952)
- L'età dell'amore, regia di Lionello De Felice (1953)
- In amore si pecca in due, regia di Vittorio Cottafavi (1954)
- Pendolin, episodio di Cento anni d'amore, regia di Lionello De Felice (1954)
- Il cavaliere dalla spada nera, regia di Ladislao Kish e Luigi Capuano (1956)
- Sansone contro il corsaro nero, regia di Luigi Capuano (1964)

## Prosa radiofonica Rai
- Il berretto a sonagli in due atti, commedia di Luigi Pirandello, compagnia del Piccolo Teatro Stabile della Città di Firenze, regia teatrale di Cosimo Fricelli, regia radiofonica di Umberto Benedetto, trasmesso su Programma nazionale il 2 agosto 1962.